# Зверев, Миша
Михаи́л Алекса́ндрович (Ми́ша) Зве́рев (нем. Mischa Zverev; род. 22 августа 1987, Москва[…]) — немецкий теннисист. Победитель пяти турниров ATP (из них один в одиночном разряде); финалист одного юниорского турнира Большого шлема в парном разряде (Открытый чемпионат Франции-2004); бывшая третья ракетка мира в юниорском рейтинге. В течение карьеры входил в топ-30 одиночного рейтинга и в топ-50 парного рейтинга.

## Общая биография
Миша — потомственный теннисист: его родители — Ирина и Александр — в прошлом хорошо известны по играм под флагом сборной СССР. После окончания карьеры они начали тренировать. У Миши есть младший брат — Александр, ныне также играющий в профессиональном туре и добившийся более значимых успехов, чем Миша. В 1992 году семья переехала в Германию.
В теннисе с двух лет, любимые покрытия — зальные, лучшие игровые действия — подача и действия у сетки.

## Спортивная карьера

### Начало карьеры

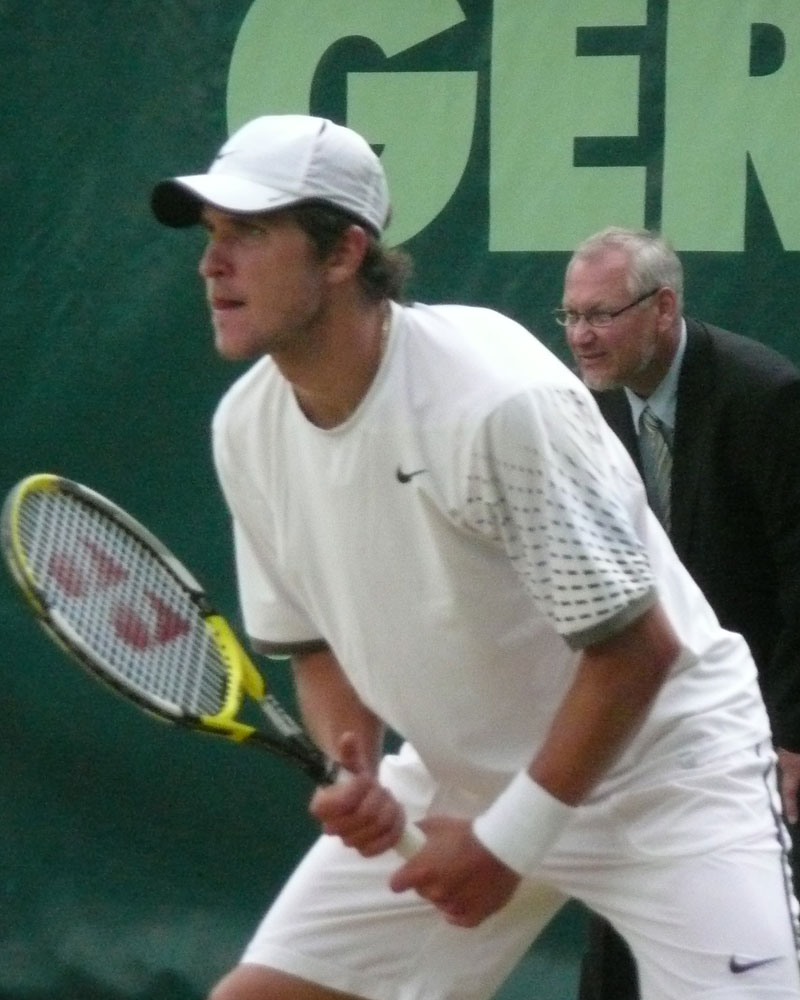
Зверев на турнире в Халле 2008 года

Будучи юниором, Зверев был третьей ракеткой мира и в 2004 году играл в полуфинале Открытого чемпионата США (проиграл Энди Маррею), в четвертьфинале Открытого чемпионата Франции (проиграл Алексу Кузнецову) и в четвертьфинале Открытого чемпионата Австралии (проиграл Новаку Джоковичу). В том же году совместно с Алексом Кузнецовым он добрался до парного юниорского финала на Ролан Гаррос. В июле 2004 года также в парах Зверев дебютировал во взрослых соревнованиях ATP-тура, сыграв на турнире в Штутгарте.
В июне 2006 года Миша в качестве лаки-лузера на турнире в Хертогенбосе впервые сыграл в туре и в одиночном разряде. В первом раунде он смог переиграть итальянца Давиде Сангвинетти, а во втором проиграл корейцу Ли Хён Тхэку. С 2003 по 2006 год Зверев выиграл пять турниров из серии «фьючерс» в одиночном и столько же в парном разряде. В июле 2006 года в Дублине он взял первый титул на турнире из серии «челленджер». Через неделю после этого Миша выиграл парный «челленджер» в Оберштауфене. В конце сентября, пробившись через квалификацию, на турнире в Бангкоке он смог обыграть представителя топ-20 мирового рейтинга Хуана Карлоса Ферреро и Райнера Шуттлера и таким образом выйти в четвертьфинал, где он проиграл Марату Сафину. В ноябре в дуэте с Эрнестом Гулбисом он выиграл парный «челленджер» в Ахене.
Дебют Зверева на взрослом уровне на Большом шлеме состоялся в январе 2007 года, когда он через квалификацию смог пробиться на Открытый чемпионат Австралии. В первом раунде тех соревнований он смог обыграть Михаэля Беррера (до 2017 года это оставалось его единственной победой на Открытом чемпионате Австралии), а во втором уступил Робби Джинепри. В начале июня Зверев сделал победный дубль на «челленджере» в Карлсруэ, выиграв одиночный и парный трофей. Ещё один «челленджер» в парах он выиграл в июне на траве в Сербитоне. Через квалификацию Миша пробился на главный травяной турнир — Уимблдон. где в первом раунде проиграл Давиду Налбандяну. В июле он сыграл в четвертьфинале турнира в Ньюпорте. В августе Зверев побеждает на «челленджере» в Стамбуле и к концу месяца впервые поднимается в топ-100 мирового рейтинга. В конце сезона он выиграл ещё один «челленджер», который проводился в Днепропетровске.
На Открытом чемпионате Австралии 2008 года Зверев в первом раунде в пяти сетах проиграл испанцу Томми Робредо. В феврале через квалификацию он попал на турнир в Роттердаме, где в матче второго раунда смог обыграть пятую ракетку мира Давида Феррера — 6-2, 7-5 и вышел в четвертьфинал. На Открытом чемпионате Франции Зверев в первом раунде проиграл чилийцу Паулю Капдевилю. В июне он выиграл первый титул АТП в парном разряде. Произошло это на травяном турнире в Халле, где он разделил успех с россиянином Михаилом Южным. На Уимблдонском турнире Зверев, обыграв Александра Пейю и Хуана Карлоса Ферреро, смог выйти в третий раунд, где на отказе от продолжения матча после двух сетов проиграл № 9 в мире Стэну Вавринке. В июле Зверев в альянсе с Михаэлем Беррером вышел в парный финал на турнире в Штутгарте. На турнире в Умаге он вышел в четвертьфинал. Также до 1/4 финала ему удалось пройти на хардовом турнире в Нью-Хэйвене. На Открытом чемпионате США Миша в первом раунде проиграл Томми Робредо. В октябре в партнёрстве с Михаилом Южным он завоевал ещё один парный приз на турнире АТП в Токио. Через неделю после этого на турнире в Москве Зверев вышел в полуфинал. где не вышел на матч против Марата Сафина. На следующем турнире в России в Санкт-Петербурге Зверев, начав с квалификации, в итоге вышел в четвертьфинал, одолев во втором раунде Михаила Южного. По итогам 2008 года он занял 80-е место в рейтинге.

### 2009—2013

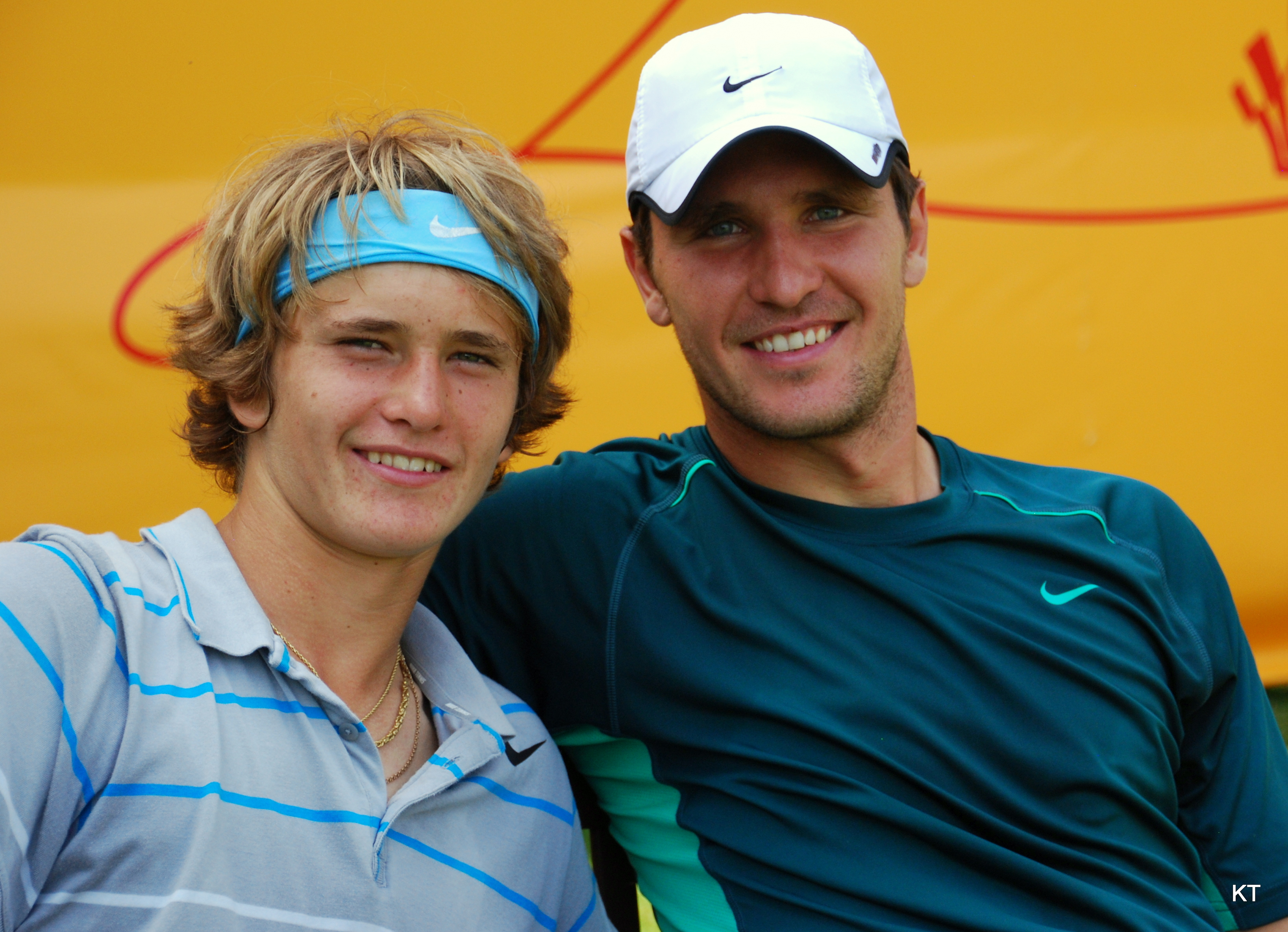
Миша Зверев (справа) со своим младшим братом Александром в 2013 году

На старте сезона 2009 года Зверев совместно с испанцем Фернандо Вердаско вышел в финал парного розыгрыша турнира в Брисбене. На Открытом чемпионате Австралии в первом раунде он проиграл № 6 в мире Хуану Мартину дель Потро. В феврале он вышел в четвертьфинал зальных хардовых турниров в Загребе и Марселе. Весьма удачно он выступил на турнире серии Мастерс в Риме, куда он попал через квалификацию. Зверев смог обыграть Томаша Бердыха, Поля-Анри Матьё и № 7 в мире Жиля Симона (6-4, 6-1) и таким образом прошёл в четвертьфинал, где проиграл второй ракетке мира Роджеру Федереру. В мае Миша Зверев помог команде Германии победить на неофициальном командном Кубке мира. Сам Зверев сыграл четыре парные встречи в дуэте с Николасом Кифером и во всех они одержали победу. На Ролан Гаррос он проиграл в первом раунде. В июне на турнире в Халле Зверев вышел в 1/4 финала. На Уимблдоне он во втором раунде проиграл Филиппу Пецшнеру. В июле он впервые сыграл за сборную Германии в четвертьфинале Кубка Дэвиса. Вместе с Кифером он вышел на парный матч против дуэта из Испании и проиграл свою встречу, а немцы проиграли четвертьфинал с общим счётом 2-3. На турнире в Штутгарте Зверев второй раз в сезоне обыграл № 7 в мире Жиля Симона (6-4, 6-2) и вышел в четвертьфинал турнира. На Открытом чемпионате США Миша проиграл уже на старте. В октябре он сыграл в парном финале на турнире в Бангкоке в альянсе с Гильермо Гарсией Лопесом.
На старте сезона 2010 года Зверев выдал серию из пяти поражений подряд в том числе и на Открытом чемпионате Австралии. В феврале он преодолел эту серию и вышел в полуфинал на турнире в Марселе. В начале мая он покидает первую сотню рейтинга. Открытый чемпионат Франции завершился для него в первом раунде. В июне на траве в Халле он смог пройти в стадию 1/4 финала. В конце сентября на турнире в Меце, куда он попал через квалификацию, ему удалось выйти в первый в карьере финал в одиночном разряде на соревнованиях тура. На пути к нему Зверев обыграл таких теннисистов, как Орасио Себальос, Николя Маю, Яркко Ниеминен. Ришар Гаске не смог выйти на полуфинальный матч против Зверева, которому и досталась путёвка в финал. В битве за титул он проиграл Жилю Симону со счётом 3-6, 2-6. В октябре на Мастерсе в Шанхае Михаил выиграл во втором раунде у № 6 в мире Николая Давыденко (6-4, 7-6(3)) и прошёл в третий раунд.
Открытый чемпионат Австралии, Ролан Гаррос и Уимблдон 2011 года завершились для Зверева одинаково — поражением в первом раунде. Этот сезон сложился для Миши неудачно, и он по итогам года вылетел в третью сотню рейтинга. В мае 2012 года через квалификацию Зверев смог попасть на Открытый чемпионат Франции, где в первом раунде проиграл Жюльену Беннето. В ноябре того же года он выиграл парный «челленджер» в Ноксвилле, а в феврале 2013 года — парный «челленджер» в Далласе. В июле 2013 года в Халле Зверев впервые за три сезона вышел в четвертьфинал турнира АТП.

### 2014—2017 (четвертьфинал в Австралии)

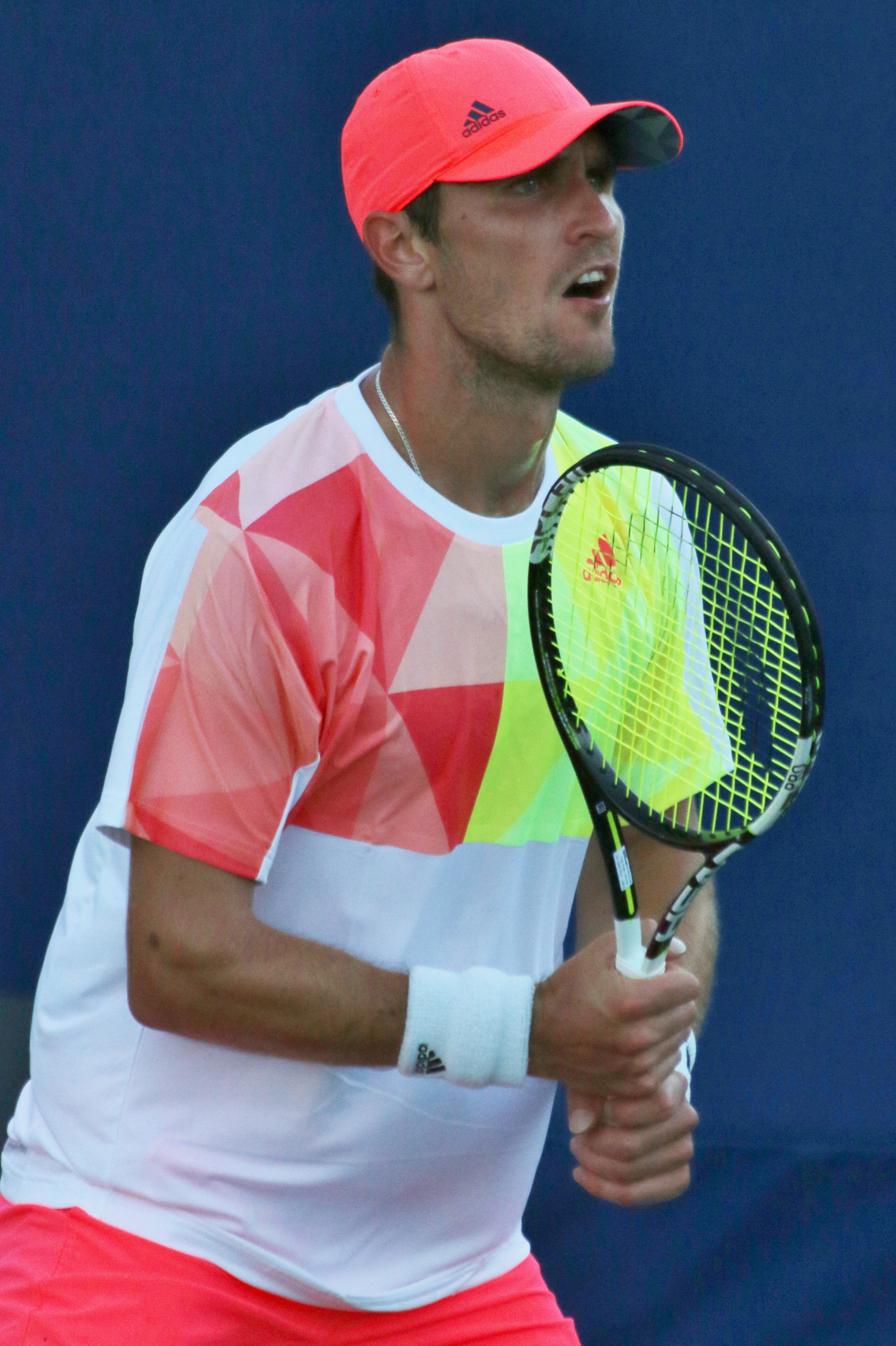
На Открытом чемпионате США 2016 года

В сезоне 2014 года Зверев безуспешно пытался выйти на былой уровень, но результаты к нему так и не пришли. В начале мая 2015 года вместе со своим братом Александром Зверевым он смог выйти в финал парного розыгрыша турнира в Мюнхене. В июне того же года через квалификацию он попадает на травяной турнир в Штутгарте, где смог обыграть Доминика Тима и Андреаса Сеппи и выйти в четвертьфинал, в котором проиграл № 9 в мире Марину Чиличу. Осенью 2015 года он смог повторить этот результат на турнире в Валенсии, который он также начал с квалификации. Зверев выиграл у Томаса Беллуччи и Фабио Фоньини, а в 1/4 проиграл Роберто Баутисте Агуту. В феврале 2016 года Зверев с братом Александром дошёл до финала парного розыгрыша турнира в Монпелье. В апреле Миша выиграл «челленджер» в Сарасоте.
В конце августа впервые за 4 года он смог сыграть в основной сетке турнира Большого шлема, пройдя через квалификационный отбор на Открытый чемпионат США. В первом раунде Зверев переиграл Пьера-Юга Эрбера, а во втором уступил Джеку Соку. В конце сентября он смог выйти в четвертьфинал турнира в Шэньчжэне. Весьма успешно Миша выступил на Мастерсе в Шанхае. Выиграв с учётом квалификации пять матчей подряд, он выходит в четвертьфинал на первую ракетку мира Новака Джоковича и уступает ему — 6-3, 6-7(4), 3-6. Выступление в Шанхае вернуло Звереву место в первой сотне мирового рейтинга. В конце октября он смог пройти в полуфинал на турнире в Базеле и победить в 1/4 финала третью ракетку мира Стэна Вавринку — 6-2, 5-7, 6-1. Сезон 2016 года Зверев завершил на 51-м месте.
На Открытом чемпионате Австралии 2017 года Зверев выиграл матч в основной сетке этого турнира впервые с 2007 года. В первом круге он был сильнее испанца Гильермо Гарсии Лопеса (6:3 7:6 6:4), а во втором круге в драматичном матче Зверев обыграл 19-ю ракетку турнира американца Джона Изнера — 6:7(4) 6:7(4) 6:4 7:6(7) 9:7. Зверев впервые в карьере отыгрался на турнирах Большого шлема, проигрывая 0-2 по партиям. В третьем круге Миша обыграл Малика Джазири из Туниса в 4 партиях (6:1 4:6 6:3 6:0). Зверев впервые в карьере вышел в 4-й круг турнира Большого шлема. В четвёртом круге немецкий теннисист сенсационно обыграл первую ракетку мира британца Энди Маррея (7:5 5:7 6:2 6:4). После матча Миша заявил, что это был лучший матч в его карьере, и он сам не понимает как сумел победить. В первом в своей карьере четвертьфинале Большого шлема Миша зверев проиграл швейцарцу Роджеру Федереру в трёх сетах. После успешной игры в Мельбурне Зверев второй раз в карьере (впервые в 2009 году) получил вызов в сборную Германии на матчи Кубка Дэвиса. Однако Миша не смог помочь своей команде и проиграл одиночную и парную встречи и немцы пропустили в четвертьфинал сборную Бельгии. Затем на зальном турнире в Монпелье, выступив вместе с братом Александром, смог выиграть парный приз.
В одиночном разряде Миша Зверев играл по ходу сезона в основном туре, однако сильных результатов долго не показывал. Перед Ролан Гаррос в мае он поздно заявился на турнир в Женеве и проходил туда через квалификацию. Это не помешало показать приличный результат и дойти до финала, обыграв в 1/2 финала № 9 в мире Кэя Нисикори (6:4, 3:6, 6:3). Титульный матч завершился поражением от третьей ракетки мира Стэна Вавринки (6:4, 3:6, 3:6). В июне на траве в Штутгарте Миша доиграл до полуфинала. Затем в Халле с братом Александром смог выйти в парный финал. На Уимблдонском турнире Миша Зверев во второй раз в карьере доиграл до третьего раунда, где, как и в 1/4 финала в Австралии, проиграл Федереру. В июле он достиг самого высокого места в рейтинге в карьере, заняв на неделю 25-ю позицию. На Открытом чемпионате США Зверев также обновил лучшее достижение и прошёл в четвёртый раунд. После этого на зальном турнире в Меце ему удалось выйти в полуфинал. До конца сезона Миша Зверев ещё раз смог доиграть до четвертьфинала — на турнире в Стокгольме. Самый успешный сезон в карьере он завершил в ранге 33-го в мире.

### 2018—2022 (первый одиночный титул)
Защитить прошлогодние рейтинговые очки на Открытом чемпионате Австралии 2018 года Звереву не удалось. В первом раунде он проиграл Чон Хёну. На Открытом чемпионате Франции немецкий теннисист сумел дойти до третьего раунда, в котором уступил африканскому теннисисту Кевину Андерсону. По ходу соревнования были переиграны Флориан Майер и украинец Сергей Стаховский. Это лучший результат теннисиста на французских кортах Ролан Гаррос. Отрезок сезона на траве Зверев провёл удачно. На турнире в Халле с братом смог достичь финала в парном разряде. Затем на турнире в Истборне он смог выиграть свой первый титул в основном туре в одиночном разряде. В финале Миша переиграл Лукаша Лацко из Словакии со счётом 6:4, 6:4. В конце июля он доиграл до четвертьфинала турнира в Атланте. На следующем турнире в Вашингтоне в матче третьего раунда Миша впервые сыграл в основном туре против своего младшего брата и победа досталась Александру. В конце сезона братья смогли выйти в парный финал в Базеле.
В начале марта 2019 года братья Зверевы смогли выиграть второй в карьере совместный парный титул, завоевав его на турнире в Акапулько. В целом уровень игры Мишы заметно снизился и к маю он потерял место в топ-100. В июле ему удалось выйти в четвертьфинал турнира в Ньюпорте. К концу сезона он опустился в рейтинге в третью сотню и выступал на турнирах младшей серии «челленджер».

## Рейтинг на конец года
| Год  | Одиночный рейтинг | Парный рейтинг |
| 2021 | 346               | 309            |
| 2020 | 264               | 197            |
| 2019 | 281               | 112            |
| 2018 | 69                | 91             |
| 2017 | 33                | 52             |
| 2016 | 51                | 250            |
| 2016 | 51                | 250            |
| 2015 | 171               | 344            |
| 2014 | 726               | 1156           |
| 2013 | 176               | 273            |
| 2012 | 159               | 197            |
| 2011 | 211               | 302            |
| 2010 | 82                | 354            |
| 2009 | 78                | 87             |
| 2008 | 80                | 66             |
| 2007 | 88                | 125            |
| 2006 | 151               | 169            |
| 2005 | 595               | 696            |
| 2004 | 621               | 842            |
| 2003 | 586               | 1432           |
| 2002 | 1331              |                |

По данным официального сайта ATP на последнюю неделю года.

## Выступления на турнирах

### Финалы турниров ATP в одиночном разряде (3)

#### Победы (1)
| Титулы                                 |
| -------------------------------------- |
| Турниры Большого шлема (0)             |
| Итоговый турнир ATP (0)                |
| ATP Мастерс 1000 (0)                   |
| ATP International Gold / ATP 500(0+2*) |
| ATP International / ATP 250 (1+2)      |

| Титулы по покрытиям | Титулы по месту проведения матчей турнира |
| ------------------- | ----------------------------------------- |
| Хард (0+3*)         | Зал (0+1)                                 |
| Грунт (0)           | Зал (0+1)                                 |
| Трава (1+1)         | Открытый воздух (1+3)                     |
| Ковёр (0)           | Открытый воздух (1+3)                     |

* количество побед в одиночном разряде + количество побед в парном разряде.
| №  | Дата         | Турнир                  | Покрытие | Соперник в финале | Счёт    |
| 1. | 30 июня 2018 | Истборн, Великобритания | Трава    | Лукаш Лацко       | 6-4 6-4 |

#### Поражения (2)
| №  | Дата             | Турнир            | Покрытие | Соперник в финале  | Счёт        |
| 1. | 26 сентября 2010 | Метц, Франция     | Хард(i)  | Жиль Симон         | 3-6 2-6     |
| 2. | 27 мая 2017      | Женева, Швейцария | Грунт    | Станислас Вавринка | 6-4 3-6 3-6 |

### Финалы челленджеров и фьючерсов в одиночном разряде (17)

#### Победы (11)
| Титулы             |
| Челленджеры (5+6*) |
| Фьючерсы (6+5)     |

| Титулы по покрытиям | Титулы по месту проведения матчей турнира |
| ------------------- | ----------------------------------------- |
| Хард (6+7*)         | Зал (4+4)                                 |
| Грунт (2+2)         | Зал (4+4)                                 |
| Трава (0+1)         | Открытый воздух (7+7)                     |
| Ковёр (3+1)         | Открытый воздух (7+7)                     |

* количество побед в одиночном разряде + количество побед в парном разряде.
| №   | Дата            | Турнир                  | Покрытие | Соперник в финале | Счёт              |
| 1.  | 23 ноября 2003  | Порто-Торрес, Италия    | Хард     | Федерико Луцци    | 6-2 7-6(3)        |
| 2.  | 5 февраля 2006  | Меттман, Германия       | Ковёр(i) | Филипп Пецшнер    | 3-6 6-3 6-4       |
| 3.  | 26 февраля 2006 | Загреб, Хорватия        | Хард(i)  | Марин Чилич       | 7-6(5) 3-6 7-6(7) |
| 4.  | 4 июня 2006     | Мунаката, Япония        | Хард     | Гоуити Мотомура   | 6-3 7-6(5)        |
| 5.  | 1 июля 2006     | Дублин, Ирландия        | Ковёр    | Пол Бакканелло    | 6-4 7-6(3)        |
| 6.  | 8 июля 2006     | Дублин, Ирландия        | Ковёр(i) | Кристиан Плесс    | 7-5 7-6(6)        |
| 7.  | 3 июня 2007     | Карлсруэ, Германия      | Грунт    | Уэйн Одесник      | 2-6 6-4 6-3       |
| 8.  | 12 августа 2007 | Стамбул, Турция         | Хард     | Лукаш Лацко       | 6-4 6-4           |
| 9.  | 18 ноября 2007  | Днепропетровск, Украина | Хард(i)  | Дмитрий Турсунов  | 6-4 6-4           |
| 10. | 21 октября 2012 | Мэнсфилд, США           | Хард     | Алекс Кузнецов    | 3-6 6-0 6-3       |
| 11. | 17 апреля 2016  | Сарасота, США           | Грунт    | Геральд Мельцер   | 6-4 7-6(2)        |

#### Поражения (6)
| №  | Дата            | Турнир                   | Покрытие | Соперник в финале | Счёт           |
| 1. | 25 ноября 2006  | Шрусбери, Великобритания | Хард(i)  | Алекс Богданович  | 6-4 4-6 4-6    |
| 2. | 13 ноября 2011  | Женева, Швейцария        | Хард(i)  | Малик Джазири     | 6-4 3-6 3-6    |
| 3. | 1 апреля 2012   | Ле-Госье, Гваделупа      | Хард     | Давид Гоффен      | 2-6 2-6        |
| 4. | 7 октября 2012  | Сакраменто, США          | Хард     | Джеймс Блейк      | 1-6 6-1 4-6    |
| 5. | 14 октября 2012 | Тибурон, США             | Хард     | Джек Сок          | 1-6 6-1 6-7(3) |
| 6. | 27 января 2013  | Мауи, США                | Хард     | Го Соэда          | 5-7 5-7        |

### Финалы турниров ATP в парном разряде (12)

#### Победы (4)
| №  | Дата            | Турнир             | Покрытие | Партнёр          | Соперники в финале           | Счёт              |
| 1. | 15 июня 2008    | Халле, Германия    | Трава    | Михаил Южный     | Лукаш Длоуги Леандер Паес    | 3-6 6-4 [10-3]    |
| 2. | 5 октября 2008  | Токио, Япония      | Хард     | Михаил Южный     | Лукаш Длоуги Леандер Паес    | 6-3 6-4           |
| 3. | 12 февраля 2017 | Монпелье, Франция  | Хард(i)  | Александр Зверев | Фабрис Мартен Даниэль Нестор | 6-4 6-7(3) [10-7] |
| 4. | 2 марта 2019    | Акапулько, Мексика | Хард     | Александр Зверев | Остин Крайчек Артём Ситак    | 2-6 7-6(4) [10-5] |

#### Поражения (8)
| №  | Дата            | Турнир              | Покрытие | Партнёр               | Соперники в финале               | Счёт           |
| 1. | 13 июля 2008    | Штутгарт, Германия  | Грунт    | Михаэль Беррер        | Кристофер Кас Филипп Кольшрайбер | 3-6 4-6        |
| 2. | 11 января 2009  | Брисбен, Австралия  | Хард     | Фернандо Вердаско     | Марк Жикель Жо-Вильфрид Тсонга   | 4-6 3-6        |
| 3. | 4 октября 2009  | Бангкок, Таиланд    | Хард(i)  | Гильермо Гарсия-Лопес | Эрик Буторак Раджив Рам          | 6-7(4) 3-6     |
| 4. | 3 мая 2015      | Мюнхен, Германия    | Грунт    | Александр Зверев      | Александр Пейя Бруно Соарес      | 6-4 1-6 [5-10] |
| 5. | 7 февраля 2016  | Монпелье, Франция   | Хард(i)  | Александр Зверев      | Майкл Винус Мате Павич           | 5-7 6-7(4)     |
| 6. | 25 июня 2017    | Халле, Германия     | Трава    | Александр Зверев      | Лукаш Кубот Марсело Мело         | 7-5 3-6 [8-10] |
| 7. | 24 июня 2018    | Халле, Германия (2) | Трава    | Александр Зверев      | Лукаш Кубот Марсело Мело         | 6-7(1) 4-6     |
| 8. | 28 октября 2018 | Базель, Швейцария   | Хард(i)  | Александр Зверев      | Доминик Инглот Франко Шкугор     | 2-6 5-7        |

### Финалы челленджеров и фьючерсов в парном разряде (25)

#### Победы (11)
| №   | Дата           | Турнир                   | Покрытие | Партнёр         | Соперники в финале                     | Счёт              |
| 1.  | 16 января 2005 | Тампа, США               | Хард     | Алекс Кузнецов  | Горан Драгичевич Майкл Яни             | 6-4 7-5           |
| 2.  | 23 января 2005 | Киссимми, США            | Хард     | Алекс Кузнецов  | Дэвид Макнамара Фредерик Нимейер       | 6-7(5) 6-3 7-6(6) |
| 3.  | 22 января 2006 | Оберхахинг, Германия     | Хард(i)  | Эрвин Элескович | Давид Клир Торстен Попп                | 5-7 6-3 6-4       |
| 4.  | 9 апреля 2006  | Дубай, ОАЭ               | Хард     | Виктор Троицки  | Вадим Давлетшин Александр Красноруцкий | 6-3 6-2           |
| 5.  | 4 июня 2006    | Мунаката, Япония         | Хард     | Хироясу Сато    | Хироки Кондо Такахиро Тэрати           | Без игры          |
| 6.  | 15 июля 2006   | Оберштауфен, Германия    | Грунт    | Эрнест Гулбис   | Теодор-Дачан Крачун Габриэль Морару    | 6-1 6-1           |
| 7.  | 5 ноября 2006  | Ахен, Германия           | Ковёр(i) | Эрнест Гулбис   | Томаш Беднарек Ираклий Лабадзе         | 6-7(5) 6-4 [10-8] |
| 8.  | 3 июня 2007    | Карлсруэ, Германия       | Грунт    | Алекс Кузнецов  | Михаэль Беррер Фредерику Жиль          | 6-4 6-7(6) [10-4] |
| 9.  | 10 июня 2007   | Сербитон, Великобритания | Трава    | Алекс Кузнецов  | Джеймс Окленд Стивен Хасс              | 2-6 6-3 [10-6]    |
| 10. | 11 ноября 2012 | Ноксвилл, США            | Хард(i)  | Алекс Кузнецов  | Жан Андерсен Изак ван дер Мерве        | 6-4 6-2           |
| 11. | 9 февраля 2013 | Даллас, США              | Хард(i)  | Алекс Кузнецов  | Теннис Сандгрен Райн Уильямс           | 6-4 6-7(4) [10-5] |

#### Поражения (14)
| №   | Дата            | Турнир                   | Покрытие | Партнёр             | Соперники в финале                 | Счёт              |
| 1.  | 25 июня 2005    | Виерумяки, Финляндия     | Грунт    | Бенедикт Дорш       | Майт Куннап Янне Ояла              | 3-6 3-6           |
| 2.  | 9 июля 2005     | Тельфс, Австрия          | Грунт    | Бенедикт Дорш       | Бастиан Книттель Кристофер Кодериш | 1-2 — отказ       |
| 3.  | 4 декабря 2005  | Орландо, США             | Хард     | Алекс Кузнецов      | Эшли Фишер Трипп Филлипс           | Без игры          |
| 4.  | 19 февраля 2006 | Загреб, Хорватия         | Хард(i)  | Тобиас Кляйн        | Жан-Франсуа Башло Николя Турт      | 6-7(7) 6-7(3)     |
| 5.  | 2 апреля 2006   | Абу-Даби, ОАЭ            | Хард     | Виктор Троицки      | Марко Кьюдинелли Филипп Пецшнер    | 5-7 2-6           |
| 6.  | 28 мая 2006     | Мунаката, Япония         | Хард     | Михал Пшисенжний    | Трой Хан Майкл Яни                 | 5-7 5-7           |
| 7.  | 1 июля 2006     | Дублин, Ирландия         | Ковёр    | Андис Юшка          | Жан-Франсуа Башло Николя Турт      | 6-7(4) 1-6        |
| 8.  | 3 сентября 2006 | Фройденштадт, Германия   | Грунт    | Александр Сидоренко | Томас Беренд Доминик Мефферт       | 5-7 6-7(5)        |
| 9.  | 25 ноября 2006  | Шрусбери, Великобритания | Хард(i)  | Ларс Бургсмюллер    | Филипп Маркс Фредерик Нильсен      | 4-6 4-6           |
| 10. | 7 июля 2007     | Дублин, Ирландия         | Ковёр(i) | Ларс Бургсмюллер    | Рохан Бопанна Адам Фини            | 2-6 2-6           |
| 11. | 4 ноября 2007   | Ахен, Германия           | Ковёр(i) | Доминик Мефферт     | Филипп Пецшнер Александр Пейя      | 3-6 2-6           |
| 12. | 11 ноября 2007  | Братислава, Словакия     | Хард(i)  | Крис Хаггард        | Томаш Цибулец Ярослав Левинский    | 4-6 6-2 [8-10]    |
| 13. | 1 июля 2012     | Марбург, Германия        | Грунт    | Денис Мацукевич     | Матеуш Ковальчик Давид Шкох        | 2-6 1-6           |
| 14. | 21 октября 2012 | Мэнсфилд, США            | Хард     | Алекс Кузнецов      | Вахид Мирзаде Райан Роуи           | 2-6 7-6(5) [7-10] |

### Финалы командных турниров (1)

#### Поражения (1)
| №  | Год  | Турнир               | Команда                                                    | Соперник в финале                              | Счёт |
| 1. | 2009 | Командный Кубок мира | Германия · М. Зверев, Н. Кифер, Ф. Кольшрайбер, Р. Шуттлер | Сербия · В. Троицки, Я. Типсаревич, Н. Зимонич | 1-2  |

## Победы над теннисистами из топ-10
По состоянию на 7 ноября 2022 года
| №    | Игрок             | Рейтинг | Турнир                       | Покрытие | Этап       | Счёт               | Рейтинг Зверева |
| ---- | ----------------- | ------- | ---------------------------- | -------- | ---------- | ------------------ | --------------- |
| 2008 |                   |         |                              |          |            |                    |                 |
| 1.   | Давид Феррер      | 5       | Роттердам, Нидерланды        | Хард (i) | 2-й раунд  | 6-2, 7-5           | 98              |
| 2009 |                   |         |                              |          |            |                    |                 |
| 2.   | Жиль Симон        | 7       | Рим, Италия                  | Грунт    | 3-й раунд  | 6-4, 6-1           | 76              |
| 3.   | Жиль Симон        | 7       | Штутгарт, Германия           | Грунт    | 2-й раунд  | 6-4, 6-2           | 45              |
| 2010 |                   |         |                              |          |            |                    |                 |
| 4.   | Николай Давыденко | 6       | Шанхай, Китай                | Хард     | 2-й раунд  | 6-4, 7-6(3)        | 118             |
| 2016 |                   |         |                              |          |            |                    |                 |
| 5.   | Стэн Вавринка     | 3       | Базель, Швейцария            | Хард (i) | 1/4 финала | 6-2, 5-7, 6-1      | 72              |
| 2017 |                   |         |                              |          |            |                    |                 |
| 6.   | Энди Маррей       | 1       | Открытый чемпионат Австралии | Хард     | 4-й раунд  | 7-5, 5-7, 6-2, 6-4 | 50              |
| 7.   | Кэй Нисикори      | 9       | Женева, Швейцария            | Грунт    | 1/2 финала | 6-4, 3-6, 6-3      | 33              |